# 야마나카 레오
야마나카 레오(일본어: 山中 麗央, 1999년 7월 10일~)는 일본의 축구 선수이다.

## 구단 경력
그는 2022년 J3리그의 AC 나가노 파르세이루에 입단했다.